# Oliver Rathkolb
Oliver Rathkolb (* 3. November 1955 in Wien) ist ein österreichischer Neuzeithistoriker an der Universität Wien.

## Karriere
Nach den Studien der Geschichte und der Rechtswissenschaft an der Universität Wien (1978 Promotion zum Dr. iur.) absolvierte Rathkolb ein Doktoratsstudium bei Gerhard Jagschitz zum Dr. phil. ebendort (1982). Von 1985 bis 2003 war er wissenschaftlicher Leiter der Stiftung Bruno Kreisky Archiv; im selben Jahr wurde er von Bruno Kreisky als SPÖ-Mitglied angeworben. Seit Februar 1992 ist er auch Wissenschaftskoordinator des Bruno Kreisky Forums für Internationalen Dialog. Von September 1984 bis Mai 2005 war er wissenschaftlicher Angestellter des Ludwig Boltzmann Instituts für Geschichte und Gesellschaft, ab Jänner 1994 dessen Co-Leiter. Von Juni 2005 bis 2008 war er Direktor des Ludwig Boltzmann-Instituts für Europäische Geschichte und Öffentlichkeit. Erika Weinzierl war seine langjährige Lehrerin und Mentorin.
1993 habilitierte er sich über die US-Großmachtpolitik gegenüber Österreich 1952/53–1961/62 im US-Entscheidungsprozeß. Im Mai 1993 wurde ihm die Lehrbefugnis als Dozent für Neuere Geschichte mit besonderer Berücksichtigung der Zeitgeschichte und eine Zuordnung an das Institut für Zeitgeschichte der Universität Wien erteilt. 1996 war er von der Bundesregierung beauftragt, als Mitglied einer Expertenkommission zu den amerikanischen Waffendepots in Österreich mitzuarbeiten, und der angeblich vom CIA finanzierten paramilitärischen Organisation von Franz Olah (OeWSGV) zu führen. Von 2005 bis 2007 hatte er eine Zeitprofessur am Institut für Zeitgeschichte der Universität Wien inne. Seit 1. März 2008 ist Rathkolb Universitätsprofessor an der Universität Wien. Von 1. Oktober 2008 bis 30. September 2012 war er Vorstand des Instituts für Zeitgeschichte der Universität. Diese Funktion übt er seit dem 1. Oktober 2016 wieder aus. 2009–2014 war er Sprecher des Initiativkollegs „Europäische Historische Diktaturen- und Transformationsforschung“ der Universität Wien und seit Februar 2009 Mitglied des wissenschaftlichen Beirats für das „Haus der Europäischen Geschichte“ beim Europäischen Parlament; im Juni 2019 übernahm er den Vorsitz dieses internationalen Gremiums. Ab 2006 war er Vorsitzender des wissenschaftlichen Beirats des Theodor-Körner-Fonds zur Förderung von Wissenschaft und Kunst, 2020 folgte ihm Barbara Prainsack in dieser Funktion nach.
In den Jahren 2000 bis 2001 hatte er eine Schumpeter Forschungsprofessur am Center for European Studies der Harvard University inne. Im Sommersemester 2001 war er Gastprofessor am Institut für Zeitgeschichte der Universität Wien, im Sommersemester 2003 Gastprofessor am Department of History der Universität von Chicago. Lehraufträge hält er an der Diplomatischen Akademie Wien, der Universität Salzburg sowie an Wien-Programmen der Duke University und am University System of Maryland. Seit 2002 fungiert er als geschäftsführender Herausgeber der Zeitschrift zeitgeschichte und Mitbegründer, Mitherausgeber sowie Redaktionsmitglied der interdisziplinären Fachzeitschrift Medien und Zeit. Er verfasst laufend Expertisen zu zeitgeschichtlichen Fragen für renommierte nationale und internationale Medien. Seit 2015 ist Rathkolb Vorsitzender des internationalen wissenschaftlichen Beirats für das Haus der Geschichte Österreich; ab Oktober 2019 Mitglied des Senats der Universität Wien.

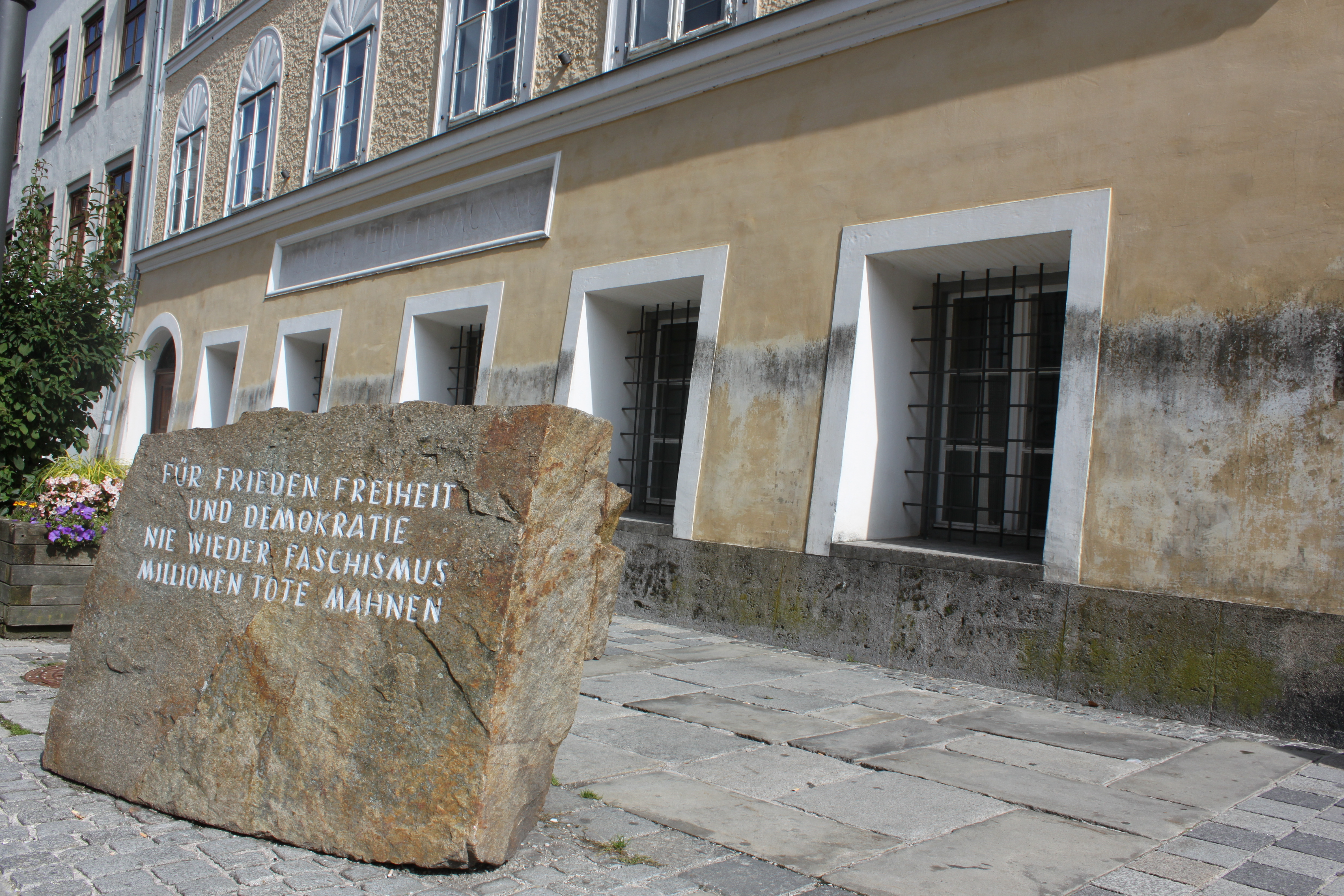
Der Mahnstein vor dem Hitler-Geburtshaus

Oliver Rathkolb wird von Armin Thurnher als ein „in der Kreisky-Ära geprägter Sozialdemokrat“ bezeichnet. Hinsichtlich der Debatte um das Geburtshaus Adolf Hitlers in Braunau wurde er deshalb, vor allem auch aufgrund seiner in verschiedenen, vor allem in den sozialen Medien kolportierten, SPÖ-Nähe, kritisiert. Rathkolb wurde insbesondere auch deshalb kritisiert, weil er die einstimmig beschlossenen Empfehlung der vom ÖVP-geführten Innenministerium eingesetzten Kommission, der er selbst angehörte, mittrug. Diese Kommission empfiehlt eine nachhaltige Brechung des Verehrerkults und der Mythologie rund um die Person Adolf Hitler durch Rechtsextreme, die dafür das Geburtshaus Hitlers instrumentalisierten. Deshalb solle das „Hitler-Haus“ nicht zu einem Gedenkort werden, so die einhellige Meinung der Experten, da jede Form eines damit verbundenen Gedenkens trotz bester Intentionen immer ein Spiel mit dem Mythos Hitler bliebe (siehe dazu den vom Bundesministerium für Innere Angelegenheiten 2016 veröffentlichten „Abschlussbericht der Kommission zum korrekten historischen Umgang mit dem Geburtshaus Adolf Hitlers“). Im Zuge der Debatte wurde auch die Verlegung des 1989 von SPÖ-Bürgermeister Gerhard Skiba aufgestellten Mahnsteins in das Haus der Geschichte Österreich vorgeschlagen. Im Gegensatz dazu vertritt Rathkolb die Ansicht, dass eine „Verlagerung an einen zentralen Ort in Braunau selbst“ eine bessere Lösung für den Gedenkstein wäre, auf dem überdies der Hinweis zur politischen Mitverantwortung der österreichischen Gesellschaft für den Nationalsozialismus fehlt. Die 13 Mitglieder der „Kommission zum korrekten historischen Umgang mit dem Geburtshaus Adolf Hitlers“ wurden vom Dokumentationsarchiv des österreichischen Widerstandes, der Israelitischen Kultusgemeinde, dem Land Oberösterreich, der Stadt Braunau, dem Zukunftsfonds, dem Innenministerium sowie von mehreren Universitäten nominiert. Am 4. Juli 2020 hat die SPÖ Braunau mit Unterstützung der Omas gegen Rechts unter den Rednern Robert Eiter, Sabine Schatz und Susanne Scholl für den Verbleib des Mahnsteins demonstriert. Auch Hanna Feingold, die Präsidentin der Israelitischen Kultusgemeinde Salzburg, meldete sich schriftlich zu Wort: „Es sollten viel mehr Steine für Frieden und Demokratie aufgestellt werden“. Die SPÖ-Sprecherin für Erinnerungskultur Sabine Schatz hat am 8. Juli 2020 einen Antrag im Nationalrat eingebracht, der Innenminister Karl Nehammer auffordert, sicherzustellen, dass der Mahnstein gegen Krieg und Faschismus in Braunau vor dem Geburtshaus Adolf Hitlers bestehen bleibt.
Rathkolb wirkt (Stand August 2024) mit im Wiener Institut für Kultur- und Zeitgeschichte (VICCA).

## Forschungsschwerpunkte
Rathkolbs Forschungsschwerpunkte sind die europäische Geschichte im 20. Jahrhundert, die österreichische und internationale Zeit- und Gegenwartsgeschichte im Bereich der politischen Geschichte und der österreichischen Republikgeschichte im europäischen Kontext, die historische Diktatur- und Transformationsforschung sowie die Geschichte der internationalen Beziehungen, NS-Perzeptionsgeschichte, Kultur- und Mediengeschichte, Wirtschaftsgeschichte (Industrie- und Bankenbereich), der Nationalsozialismus und die Rechtsgeschichte.

## Auszeichnungen
- 2005: Bruno-Kreisky-Preis für das politische Buch (Hauptpreis)[15] für das Buch Die paradoxe Republik
- 2011: Österreichisches Ehrenkreuz für Wissenschaft und Kunst I. Klasse
- 2012: Preis der Stadt Wien für Geisteswissenschaften
- 2015: Goldenes Ehrenzeichen für Verdienste um das Land Wien[16]
- 2016: Großes Silbernes Ehrenzeichen für Verdienste um die Republik Österreich[17]

## Schriften (Auswahl)
Oliver Rathkolb ist Autor von Monographien, zahlreichen Sammelwerken und etwa 220 wissenschaftlichen Beiträgen in in- und ausländischen Fachorganen sowie Sammelbänden. Im Jahr 2005 wurde er mit dem Donauland-Sachbuchpreis Danubius und dem Bruno-Kreisky-Preis für das politische Buch für Die paradoxe Republik ausgezeichnet.
- Raoul Bumballa, ein politischer Nonkonformist 1945. Fallstudie zur Funktion der O5 im Widerstand und in der Parteienrestauration, in: Rudolf G. Ardelt, Wolfgang J. A. Huber, Anton Staudinger (Hrsg.): Unterdrückung und Emanzipation. Festschrift für Erika Weinzierl. Zum 60. Geburtstag, Geyer, Wien/Salzburg 1985, ISBN 3-85090-119-X, S. 295–317.
- Es ist schwer jung zu sein. Jugend und Demokratie in Österreich 1918–1988, J und V, Wien 1988, ISBN 3-224-10691-3.
- Führertreu und Gottbegnadet. Künstlereliten im Dritten Reich, ÖBV, Wien 1991, ISBN 3-215-07490-7.
- Washington ruft Wien. US-Großmachtpolitik gegenüber Österreich 1953–1963, Böhlau, Wien 1997, ISBN 3-205-98197-9.
- Die paradoxe Republik. Österreich 1945–2005, Zsolnay, Wien 2005, ISBN 3-552-04967-3; aktualisierte und erweiterte Neuausgabe: Die paradoxe Republik. Österreich 1945–2015, Zsolnay, Wien 2015, ISBN 978-3-552-05723-4; erneut als aktualisierte und erweiterte Neuausgabe: Die paradoxe Republik Österreich 1945–2025, Zsolnay, Wien 2025, ISBN 978-3-552-07560-3.
- Negative Campaigning. In: Thomas Hofer, Barbara Tóth (Hrsg.): Wahl 2017. Loser, Leaks & Leadership. ÄrzteVerlag, Wien 2017, ISBN 978-3-9503276-4-9, S. 153–163.
- Die Macht der Bilder: 50 Jahre Rundfunkreform, gemeinsam mit Andreas Novak, Kral-Verlag, Berndorf 2017, ISBN 978-3-99024-710-5.
- Schirach. Eine Generation zwischen Goethe und Hitler, Molden Verlag, Wien 2020, ISBN 978-3-222-15058-6.

## Herausgeberschaften
- mit Barbara Coudenhove-Kalergi: Die Beneš-Dekrete. Czernin, Wien 2002, ISBN 3-7076-0146-3.
- Außenansichten: Europäische (Be)Wertungen zur Gegenwartsgeschichte im 20. Jahrhundert. Studien-Verlag, Innsbruck/Wien/Bozen/München 2003, ISBN 3-7065-1816-3.
- 250 Jahre. Von der Orientalischen zur Diplomatischen Akademie in Wien. Studien-Verlag, Innsbruck/Wien/Bozen/München 2004, ISBN 3-7065-1921-6.
- mit Theodor Venus und Ulrike Zimmerl: Bank Austria Creditanstalt. 150 Jahre österreichische Bankengeschichte im Zentrum Europas. Zsolnay, Wien 2005, ISBN 3-552-05356-5.
- mit Maria Wirth und Michael Wladika: Die „Reichsforste“ in Österreich 1938–1945. Arisierung, Restitution, Zwangsarbeit und Entnazifizierung. Böhlau, Wien 2010, ISBN 978-3-205-78482-1.
- als Projektleiter, mit Birgit Nemec, Peter Autengruber und Florian Wenninger: Forschungsprojektendbericht Straßennamen Wiens seit 1860 als „Politische Erinnerungsorte“. Erstellt im Auftrag der Kulturabteilung der Stadt Wien, Wien 2013 (online).
- mit Hannes Heer und Christian Glanz: Richard Wagner und Wien. Antisemitische Radikalisierung und das Entstehen des Wagnerismus. Hollitzer Verlag, Wien 2017, ISBN 978-3-99012-306-5.